# Bussy-Albieux
Bussy-Albieux ist eine französische Gemeinde mit 542 Einwohnern (Stand: 1. Januar 2022) im Département Loire in der Region Auvergne-Rhône-Alpes. Sie gehört zum Arrondissement Montbrison und zum Kanton Boën-sur-Lignon. Die Einwohner werden Bussygeois und Bussygeoises genannt.

## Geografie
Bussy-Albieux liegt etwa 50 Kilometer nordnordwestlich von Saint-Étienne im Forez im Zentralmassiv. Umgeben wird Bussy-Albieux von den Nachbargemeinden Saint-Germain-Laval im Norden, Pommiers im Nordosten, Sainte-Foy-Saint-Sulpice im Osten und Südosten, Arthun im Süden, Saint-Sixte im Westen und Südwesten, Cezay im Westen  und Nordwesten sowie Nollieux im Nordwesten.

## Bevölkerungsentwicklung
| Jahr                       | 1962 | 1968 | 1975 | 1982 | 1990 | 1999 | 2006 | 2017 |
| -------------------------- | ---- | ---- | ---- | ---- | ---- | ---- | ---- | ---- |
| Einwohner                  | 474  | 486  | 478  | 434  | 448  | 441  | 458  | 537  |
| Quellen: Cassini und INSEE |      |      |      |      |      |      |      |      |

## Sehenswürdigkeiten
- Reste eines gallorömischen Oppidums
- Reste der früheren Burg
- Lustschloss aus dem 16. Jahrhundert mit Ziergarten und Taubenschlag
- Ehemaliges Pfarrhaus, zwischen 1770 und 1773 errichtet, heute Restaurant
- Pfarrkirche Saint-Martin, erbaut 1879
- Kapelle Saint-Antoine im Ortsteil Albieux mit einem Chor mit flach abgeschlossener Apsis aus dem 11. oder 12. Jahrhundert
- Friedhofskapelle Notre-Dame und Saint-Galmier, vermutlich aus dem 14./15. Jahrhundert mit älteren Elementen

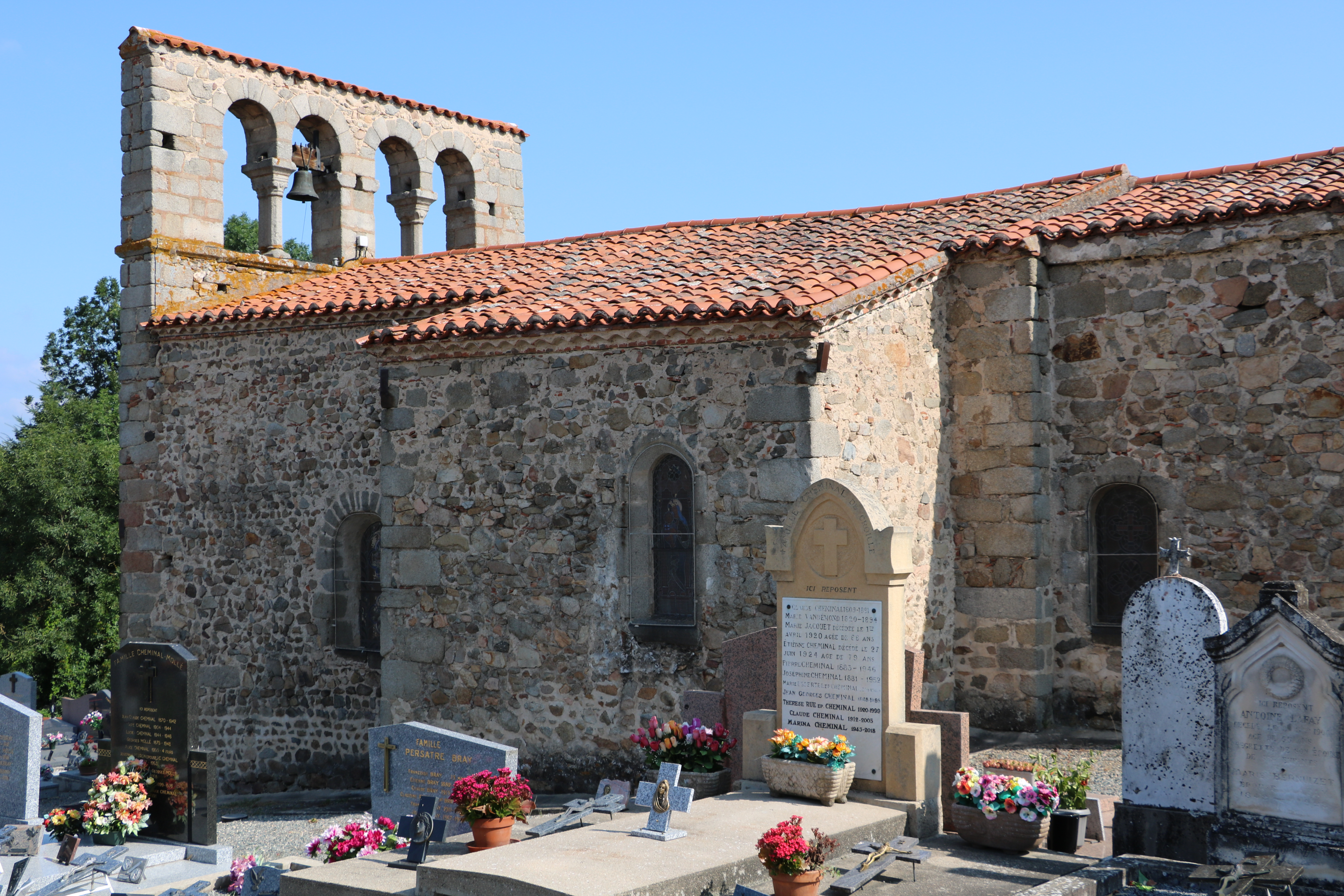
Kapelle Notre-Dame